# بالبز إهلرز
بالبز إهلرز (بالإنجليزية: Bulbs Ehlers)‏ مواليد 10 مارس 1923 في جوليت - الوفاة 17 يونيو 2013، كان لاعب كرة سلة أمريكي. بدأ مسيرته الاحترافية في سنة 1947. تم اختياره من قبل فريق بوسطن سيلتكس خلال الدرافت. حمل الرقم 14. بلغ طوله 6 قدم 3 بوصة (1.9 م). اعتزل اللعب في 1949.

## روابط خارجية
- بالبز إهلرز على موقعبيزبول رفرنس.كوم (الدوري الثانوي) (الإنجليزية)
- بالبز إهلرز على موقع إن بي أي (الإنجليزية)
- بالبز إهلرز على موقع سبورتس رفرنس (الإنجليزية)
- بالبز إهلرز على موقع ريلجم (الإنجليزية)
- بالبز إهلرز على موقع بروبوليرز (الإنجليزية)